# Guerre d'indépendance du Pérou
Guerres d'indépendance en Amérique du Sud
Batailles
m
Premiers soulèvements autonomes
- Insurrection de Tacna (1811)
- Rébellion de Huánuco (1812)
- Insurrection de Tacna (1813)
- Rébellion de Cuzco (1814)
- Bataille de la Apacheta (es)
- Bataille de Umachiri (es)

Campagne Libératrice du Sud (1820-1823)
- Débarquement de Paracas (es)
- Première campagne d'Arenales
- Bataille de Pasco (es)
- Capture de l’Esmeralda
- Discours d'Aznapuquio (es)
- Seconde campagne d'Arenales
- Combat de Quiapata (es)
- Campagne d'Intermedios de Miller
- Combat de Mirave (es)
- Premier siège de Callao
- Expédition auxiliaire de Santa Cruz à Quito
- Bataille d'Ica
- Combat de Paras (es)
- Campagne d'Intermedios d'Alvarado (es)
- Bataille de Torata (es)
- Bataille de Moquegua (es)
- Combat de Mito (es)

Campagne Libératrice du Nord (1823-1826)
- Motín de Balconcillo (es)
- Campagne d'Intermedios de Santa Cruz
- Bataille de Zepita (es)
- Combat d'Arequipa (es)
- Combat d'Alzuri (es)
- Soulèvement de Callao (es)
- Rébellion d'Olañeta (es)
- Bataille de Junín
- Combat de Bellavista (es)
- Bataille de Corpahuaico (es)
- Bataille d'Ayacucho
- Campagne de Sucre dans le Haut-Pérou
- Combat de Tumusla
- Second siège de Callao (es)

La Guerre d'indépendance du Pérou (1820-1824) est la période de l'histoire du Pérou au cours de laquelle un conflit révolutionnaire aboutit à la chute de la vice-royauté du Pérou et à la création d'une République péruvienne, indépendante de la Couronne d'Espagne.
Le 28 juillet 1821, le général argentin José de San Martín, à la tête de l'expédition libératrice du Pérou (es) venue du Chili, proclame à Lima l'indépendance de l'État péruvien. Tout de suite après, sous le Protectorat de San Martín, la formation d'une assemblée constituante officialise l'existence du nouvel État. L'armée royaliste ne capitulera définitivement qu'en 1824, au terme de la campagne de Junín et d'Ayacucho menée par Simón Bolívar. La capitulation royaliste entraîna la chute définitive de la Vice-royauté du Pérou.
Elle s'inscrit dans le cadre des Guerres d'indépendance en Amérique du Sud. À l'échelle continentale, ces guerres débutèrent en 1808 au Mexique et s'achevèrent en 1829, par la victoire des patriotes indépendantistes sur la Monarchie espagnole.
Au-delà de la guerre d'indépendance péruvienne, le processus d'émancipation de toutes les colonies espagnoles en Amérique ne fut conclu qu'à la fin du XIXe siècle, dans les Caraïbes, avec l'indépendance de la République dominicaine (1844), de Cuba et de Puerto Rico (1898), cette dernière est un territoire des États-Unis.

## Antécédents du Pérou colonial
Des rébellions apparaissent dans le Pérou colonial dès la capture de l'Inca Atahualpa, l'après-midi du 16 novembre 1532, à la bataille de Cajamarca, qui conduisit par ailleurs à la conquête de l'Empire inca par Francisco Pizarro. De nombreux successeurs auto-proclamés de l'Inca essayèrent à plusieurs reprises de reprendre son pays, de reconquérir son empire, et de restaurer son gouvernement. Certaines de ces tentatives arrivèrent immédiatement, et d'autres un peu plus tard, au cours des XVIIe et XVIIIe siècles. De 1536 à 1572, la résistance des Incas de Vilcabamba débute au lendemain de la fuite de Manco Inca de Cuzco, et finit avec l'exécution de Tupac Amaru.
En 1780, les rébellions de Túpac Amaru II et Túpac Katari éclatèrent dans le Haut-Pérou en réaction aux Réformes bourboniennes. Entre la rébellion de José Gabriel Condorcanqui et l'arrivée du Général San Martin, le Pérou connut les révoltes de José Quiroga, de Javier Mendoza, de José Antonio Galán, Miguel Tovar, ou encore celle de Felipe Velasco Tupac Inca Yupanqui, ou même la Conspiration de Cuzco de José Gabriel Aguilar, Manuel Ubalde et Manuel Velarde Ampuero.
Autres rébellions de toutes natures survenues au XVIIIe siècle :
- Insurrection des Indiens d'Azángaro, Carabaya, Cotabambas et Castrovirreyna (1724-1736)
- Protestations de Vicente Mora Chimo Cápac (1722-1732)
- Protestations des Caciques de Paita (1736)
- Rébellion de Cacma Condori et Horco Huaranca (1737)
- Conspiration d'Oruro de Juan Vélez de Córdova (1739)
- Révolte de Juan Santos Atahualpa (1742-1756)
- Révolution de Huarochirí (1750)
- Mouvement de Quito (1766)
- Mouvement de Sica Sica (1770)
- Mouvement de Pacajes (1771)
- Protestations de Santiago de Chuco, La Libertad (1773)
- Révolte de Chumbivilcas (1774)
- Révolte de Llata (1774)
- Rébellion des Indiens d'Urubamba (1776)
- Mouvement de Huarochirí de Felipe Velasco Túpac Inca Yupanqui (1782)

## 1776: révolution hispanoaméricaine
Trois siècles plus tard, à la connaissance de ces faits antérieurs vint s'ajouter l'influence décisive de deux évènements en particulier : l'indépendance nord-américaine de 1776 et la Révolution française de 1789. Cependant, le facteur déclencheur du processus d'émancipation fut l'invasion napoléonienne de l'Espagne en 1808. Dès lors, les patriotes, appelés ainsi à cause de leurs idées libérales, prirent les armes afin d'obtenir de l'Espagne leur indépendance.

### Tacna et les expéditions argentines dans le Haut-Pérou

#### 1811: première révolte de Tacna
Quelques années avant le Débarquement de Paracas et le ralliement des patriotes péruviens des Bas et Haut-Pérou aux troupes de San Martin, les patriotes organisèrent à Tacna un mouvement à caractère libertaire contre le vice-roi José Fernando de Abascal y Sousa, marquis de La Concordia. Le 20 juin 1811 (jour de la Bataille de Guaqui, où les troupes royalistes commandées par le général José Manuel de Goyeneche y Barreda vainquirent les indépendantistes du Río de la Plata), les patriotes, dirigés par Francisco Manuel de Zela, assaillirent les deux camps militaires royalistes de Tacna, et proclamèrent Francisco Manuel de Zela Commandant militaire de la place, Rabino Gabino Barrios colonel des milices d'infanterie, et Toribio Ara commandant de la division de cavalerie. Cinq jours plus tard, le 25 juin 1811, la nouvelle de la déroute des indépendantistes argentins à la bataille de Guaqui déconcerta totalement les patriotes péruviens, qui étaient encore en train de s'organiser.
Profitant de l'émoi causé par la nouvelle, les royalistes capturèrent Francisco Manuel de Zela et l'emmenèrent à Lima. Il fut condamné à la réclusion à vie, à la prison de Chagres, au Panama, où il mourut à 50 ans, le 28 juillet 1821.

#### 1813: seconde révolte de Tacna
Le général argentin Manuel Belgrano réorganisa les troupes indépendantistes battues par José Manuel de Goyeneche et les troupes royalistes à la bataille de Huaqui, dans le Haut-Pérou (actuelle Bolivie). Le 14 septembre 1812, Belgrano affronta les troupes du général Pío Tristán, le vainquit, et stoppa ainsi la progression de l'armée royaliste sur Tucumán (dans l'Argentine actuelle, où siégeait alors le Congrès indépendantiste). Belgrano obtint peu après une seconde victoire, à Salta, ce qui contraignit Pío Tristán à capituler, le 20 février 1813. Dès lors, l'armée argentine put entreprendre une autre offensive, dans l'optique d'occuper à nouveau le Haut-Pérou.
Le général espagnol Joaquín de la Pezuela, (qui avait remplacé le général Goyeneche à La Paz sur décision du vice-roi José Fernando de Abascal y Sousa), mis en déroute le général Belgrano à la bataille de Vilcapugio, le 1er octobre 1813, puis à la bataille d'Ayohuma, le 14 novembre 1813. La progression de l'armée argentine fut donc arrêtée.
Juan Francisco Pallardelli, natif de Tacna, fut l'émissaire de Belgrano au moment où celui-ci chercha à coordonner les manœuvres des patriotes péruviens et de l'armée argentine. Les frères Pallardelli, Juan et Enrique, conspiraient donc à Tacna, tandis qu'Enrique Peñaranda intriguait à Tarapacá. Ce dernier avait reçu ses instructions de Belgrano, à Puno. Le plan consistait à provoquer le soulèvement de tout le sud du Pérou. Dirigés par Enrique Pallardelli, le 3 octobre 1813, les patriotes de Tacna s'approprièrent les places militaires de la ville et firent pression sur le gouverneur royaliste de la province.
L'intendant espagnol d'Arequipa, José Gabriel Moscoso, prévenu des soulèvements, envoya une milice coloniale commandée par José Manuel de Santiago. L'armée patriote marcha à sa rencontre, et engagea la bataille de Camiara, le 13 octobre 1813. Mais les patriotes furent battus et durent se replier à Tacna. Peu après, la nouvelle de la défaite de Belgrano se répandit, et les patriotes se désorganisèrent à nouveau. Enrique Pallardelli et quelques partisans prirent la fuite vers le Haut-Pérou le 3 novembre 1813, comme Tacna était reprise par les royalistes.
Les Argentins armèrent une troisième expédition pour le Haut-Pérou, sous le commandement du général José Rondeau. Les troupes argentines réussirent à prendre les mines de Potosí, mais furent battues le 28 novembre 1815 par les troupes royalistes du général Pezuela à la Bataille de Sipe-Sipe.

### 1812: rébellion de Huánuco
La rébellion indigène de Huánuco du 22 février 1812 se mit alors en marche contre le régime colonial. Les troupes du vice-roi s'organisèrent à Cerro de Pasco afin de se diriger vers Huánuco, entrainant ainsi la bataille de Ambo, le 5 mars 1812. L'intendant de Tarma, José González Prada, reconquit alors Ambo accompagné d'un fort contingent réaliste le 10 mars. Les patriotes quittèrent de ce fait Ambo et Huánuco ; les troupes réalistes prirent place dans ces deux villes le 19 mars 1812. González Prada quitta la ville à la poursuite des insurgés, qui possédaient une armée de 2 000 hommes. Les indigènes furent dispersés et les dirigeants capturés par González Prada, parmi eux, Juan José Crespo y Castillo, Norberto Curaca Haro et le chef du village de Huamalíes, José Rodriguez, qui furent jugés sommairement et condamné à la peine capitale. D'autres furent bannis, et beaucoup emprisonnés.

### 1814: rébellion de Cuzco
Les indépendantistes (entre 20 000 et 30 000 hommes ainsi que 2 000 cavaliers et 37 à 40 canons), commandés par José Angulo Torres, Vicente Angulo Torres et Mateo Pumacahua), qui avaient proclamé l'autonomie de Cuzco (Junta autónoma de gobierno del Cuzco) lancent une insurrection contre les Espagnols dans la région de Cuzco, d'Ayacucho et d'Aquipa du 3 août 1814 au 25 mars 1815. Elle est réprimée par les troupes réalistes de José Fernando de Abascal y Sousa et de Juan Ramírez Orozco.

## Apparition de l'État péruvien

### Proclamation de l'indépendance du Pérou
L'indépendance du Pérou est proclamée le 15 juillet 1821 à Lima par le général José de San Martín.

## Le gouvernement de l'Assemblée Constituante
Une assemblée constituante péruvienne est instaurée le 20 septembre 1822 et dissoute le 10 mars 1825. Première institution élue démocratiquement, ses membres sont élus lors d'élections populaires ordonnées par San Martin. Elle coïncide avec l'établissement du « Conseil suprême des gouverneurs » (Suprema Junta Gubernativa), représentant le pouvoir exécutif, constitué de José de La Mar, Manuel Salazar y Baquíjano et de Felipe Antonio Alvarado.
Le rôle de l'assemblée constituante fut d'élaborer la constitution du pays, qui sera adoptée en 1823.

## Traité de Paix et Amitié
Le 4 décembre 1836, le parlement espagnol s'exprime pour renoncer à tout droit de souveraineté sur l'Amérique du Sud. Le 14 août 1879, un traité de paix et d'amitié est signé à Paris entre l'Espagne représentée par l'ambassadeur espagnol en France, Mariano Roca de Togores y Carrasco, par et le Pérou indépendant, représenté par son Ambassadeur Juan Mariano de Goyeneche y Gamio.